# ファニ・ハルキア
ファニ・ハルキア (ギリシア語: Φανή Χαλκιά、1979年2月2日 - )は、ギリシャの陸上競技選手である。2004年アテネオリンピック女子400mハードルの金メダリストである。ハルキアは、2008年北京オリンピックにも出場する予定であったが、オリンピック期間中に行われた抜き打ちのドーピング検査で、禁止薬物メチルトリエノロンが検出された。本人は否定したもののBサンプルからも同様に薬物が検出され、五輪追放処分となった。

## 主な実績
| 年   | 大会                               | 場所                         | 種目         | 結果 | 記録   |
| ---- | ---------------------------------- | ---------------------------- | ------------ | ---- | ------ |
| 2004 | 世界室内陸上選手権                 | ブダペスト（ハンガリー）     | 400m         | 6位  | 52秒90 |
| 2004 | オリンピック                       | アテネ（ギリシャ）           | 400mハードル | 1位  | 52秒82 |
| 2004 | IAAFワールドアスレチックファイナル | モンテカルロ（モナコ）       | 400mハードル | 4位  | 55秒10 |
| 2006 | ヨーロッパ陸上選手権               | イェーテボリ（スウェーデン） | 400mハードル | 2位  | 54秒02 |
| 2006 | IAAF陸上ワールドカップ             | アテネ（ギリシャ）           | 400m         | 5位  | 50秒94 |

## 自己ベスト
- 400m - 50秒56 (2004年9月12日)
- 400mハードル - 52秒77 (2004年8月22日)